# Ryan Bayley
Ryan Bayley (n. 9 martie 1982, Perth, Australia de Vest, Australia) este un ciclist australian, medaliat olimpic. A participat la două ediții ale Jocurilor Olimpice (2004, 2008) în care a câștigat o medalie de aur.